# 拉季斯涅 (丘德尼夫區)
49°46′42″N 28°5′33″E / 49.77833°N 28.09250°E
拉迪斯内（烏克蘭語：Радісне），是烏克蘭北部的村莊，隸屬日托米爾州的別爾季切夫區。該村面積0.37平方公里，海拔高度288米，2001年人口124，人口密度每平方公里336.96人。